# För er (EP)
För er är en EP av den svenske artisten Daniel Adams-Ray. Titlarna på tre av låtarna har personnamn och i det inledande spåret av EP:n nämns även dessa personer. 

## Låtlista
| Nr           | Titel        | Längd |
| ------------ | ------------ | ----- |
| 1.           | För er       | 4:26  |
| 2.           | Isabel       | 4:15  |
| 3.           | Olof         | 3:40  |
| 4.           | Michael      | 3:52  |
| Total längd: | Total längd: | 16:13 |